# Chris Kraus
Pour les articles homonymes, voir Kraus.
Ne doit pas être confondu avec l'écrivaine américaine, Chris Kraus
Christopher "Chris" Johannes Kraus, né à Göttingen (alors en Allemagne de l'Ouest) en 1963, est un auteur et réalisateur allemand.

## Biographie
Réalisateur, scénariste, écrivain, Chris Kraus a notamment étudié à l'Académie allemande du film et de la télévision de Berlin. Il est l’auteur de plusieurs œuvres cinématographiques qui lui ont valu de nombreux prix, parmi d'autres 22 nominations aux Oscars allemands.
Son long-métrage Quatre Minutes (2006) a été couronné de succès dans le monde entier. Ce drame carcéral a obtenu un grand succès critique et commercial en France et a été adapté au théâtre (Théatre La Bruyère, Paris, 2014).
En 2011, l'actrice Paula Beer, alors âgée de 14 ans, a commencé sa carrière internationale avec le drame historique Poll.
En 2017, la comédie The Bloom of Yesterday (Die Blumen von gestern), plusieurs fois primée, est sortie en Allemagne, en Autriche et en Suisse. Pour sa performance, l'actrice française Adèle Haenel a reçu une nomination pour la meilleure actrice pour le Prix du film autrichien 2018.
Outre des fictions, Chris Kraus a également coréalisé un documentaire sur l’écrivain et réalisateur Rosa von Praunheim, Rosakinder (2012).
Chris Kraus est par ailleurs l’auteur de quatre romans, dont Das kalte Blut (2017), son ouvrage le plus connu, paru en Belgique et en France en 2019 sous le titre La Fabrique des salauds.

## Filmographie
- 1999 : The Einstein of Sex
- 2000 : Lovebabe
- 2002 : Scherbentanz
- 2004 : Basta. Red Wine or Death
- 2004 : Acapulco
- 2006 : Quatre Minutes (Vier Minuten)
- 2008 : Bella Block, épisode Trip to China (télé-série)
- 2010 : Poll
- 2012 : Rosakinder (téléfilm coréalisé avec Julia von Heinz, Axel Ranisch, Robert Thalheim et Tom Tykwer)
- 2016 : Les Fleurs fanées (Die Blumen von gestern)